# Higashiyama Tennō
Higashiyama Tennō (東山天皇) (21 d'octubre de 1675 - 16 de gener de 1710) fou el 113è emperador del Japó, segons l'ordre tradicional de successió. Regnà del 6 de maig del 1687 fins a la seva abdicació el 27 de juliol del 1709, corresponent a la era Genroku. Els cent anys anteriors de pau i aïllament al Japó havien creat una estabilitat econòmica relativa. Les arts, el teatre i l'arquitectura van florir.

## Inicis de la seva vida

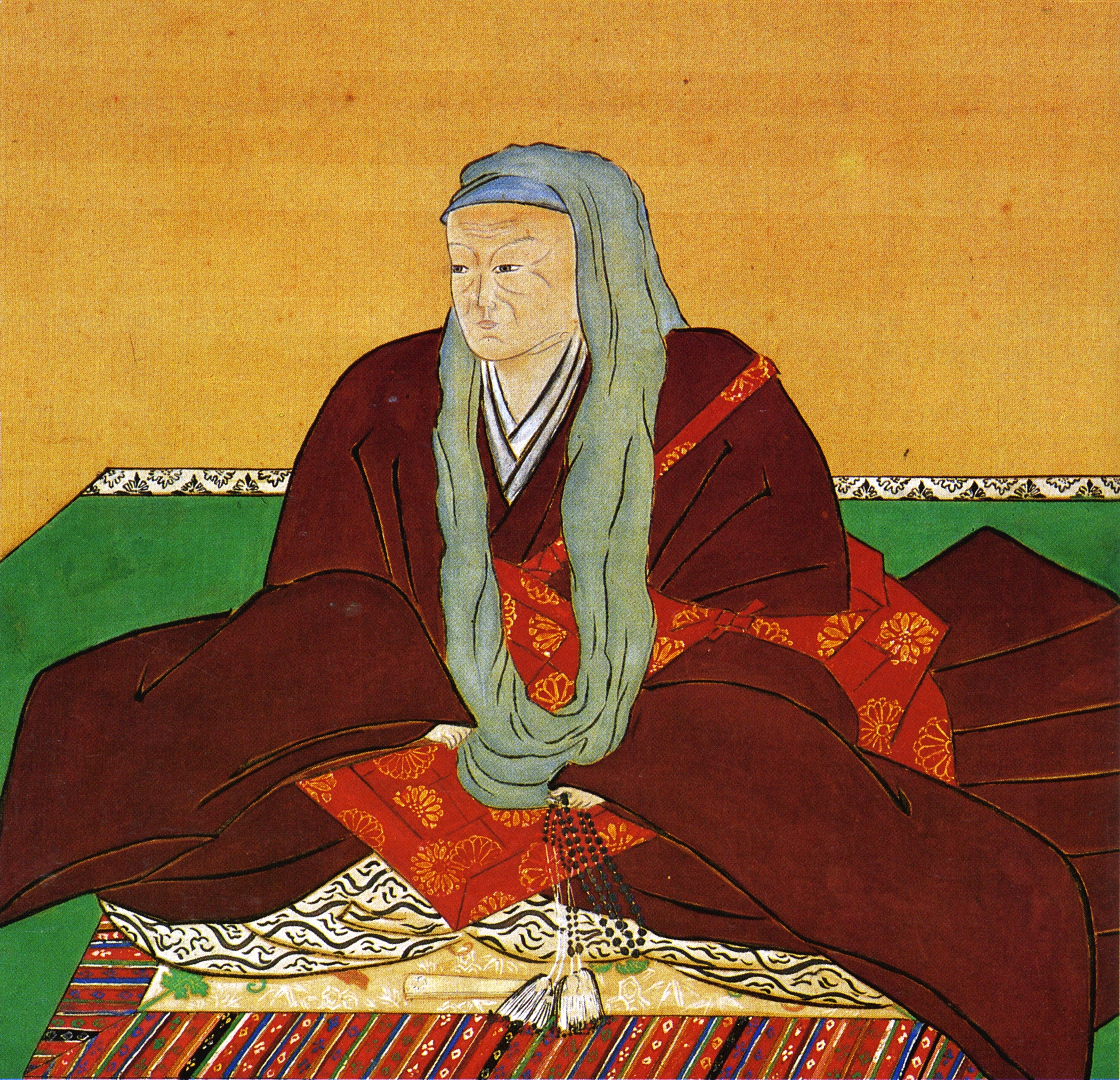
Emperador Reigen, pare i predecessor d'Higashiyama

Abans de l'ascensió d'Higashiyama al Tron del Crisantem, el seu nom personal era Asahito (朝仁) o Tomohito. Tomohito va néixer el 21 d'octubre del 1675 i era el cinquè fill de l'emperador Reigen; la seva mare biològica era una dama de companyia anomenada Matsuki Muneko. Mentre el Príncep Tomohito era fill d'una consort secundària, va ser adoptat per l'emperadriu Takatsukasa Fusako (consort principal o Chūgū). La família imperial de Tomohito vivia amb ell al Dairi del Palau Heian. Els esdeveniments que van tenir lloc abans que Tomohito es convertís en Príncep Hereu van ser, entre d'altres, una gran inundació que va devastar Edo (actual Tòquio), una gran fam que va devastar Kyoto i el Gran Incendi Tenna a Edo. El temple budista Shingon Gokoku-ji també va ser fundat a Edo, on roman avui dia com un dels pocs llocs a Tòquio que va sobreviure a la Segona Guerra Mundial. Tomohito-shinnō va ser proclamat príncep hereu el 1682 i va rebre el títol de preadhesió de Go-no-miya (五 宮). Per primera vegada en més de 300 anys es va realitzar una investidura cerimonial per a l'ocasió. Un incendi va cremar el Palau Imperial de Kyoto en cendres el 1684, la qual cosa va provocar una reconstrucció que va trigar un any a completar-se. El germà de l'emperador Reigen, l'exemperador Go-Sai, va morir el 26 de març del 1685 i es va observar un gran cometa creuant el cel nocturn.

## Regnat
El Príncep Tomohito va accedir al tron el 2 de maig del 1687 com a emperador quan el seu pare va abdicar al seu favor. El nom de l'era va ser canviat de Jōkyō a Genroku per marcar aquest esdeveniment. Si bé tenia el títol polític d'Emperador, era sol de nom, ja que els shôguns de la família Tokugawa controlaven el país. Inicialment, l'emperador Reigen va continuar governant en nom d'Higashiyama com a emperador enclaustrat, com s'havia fet en el període Heian. Si bé aquest moviment va causar problemes en provocar al shôgunat governant, el caràcter gentil d'Higashiyama va ajudar a millorar les relacions amb els shōgun. Aquesta relació càlida va provocar l'augment de la propietat imperial i es van dur a terme reparacions als mausoleus imperials. Mentrestant, Reigen va viure el seu retir al Sentō-gosho (el palau per a un ex-Emperador), i ara és conegut per ser l'últim "Emperador enclaustrat" del Japó. El dia 16 del mes 11 d'aquell any va restablir el Daijōsai (大嘗祭), el primer oferiment cerimonial d'arròs per un emperador recentment entronitzat. El 20 de desembre del 1688 la cerimònia esotèrica de Daijō-sai va ser reviscuda a causa de la insistència del shôgunat. Aquest ritual xintoísta havia estat en suspens durant més d'un segle, i l'emperador ho realitza només una vegada en el període de les cerimònies d'entronització.
- 1688 (Genroku gannen): El shôgunat Tokugawa va revisar el codi de conducta per als funerals (Fuku-kiju-ryō), que també va incorporar un codi de conducta per al dol. 16 de setembre deL 1689 (Genroku 2): el metge alemany Engelbert Kaempfer arriba a Dejima per primera vegada.[12] La política de Bakufu en aquesta època va ser dissenyada per marginar la influència dels estrangers; i Kaempfer va haver de presentar-se com a "holandès" en els seus tractes amb els japonesos. Independentment d'aquest esdeveniment menor, una conseqüència involuntària i oposada de sakoku va ser millorar el valor i la importància d'un nombre molt petit d'observadors reflexius com Kaempfer, els escrits dels quals documenten el que va aprendre o va descobrir de primera mà. Els relats publicats i escrits no publicats de Kaempfer van proporcionar una perspectiva única i útil per als orientalistes i els japonòlegs del segle XIX; i el seu treball continua sent rigorosament examinat pels investigadors moderns d'avui dia.[13]
- 1695 (Genroku 8, vuitè mes): Comença l'encunyació de la moneda Genroku. El shogunat va col·locar el kanji japonès gen (元) en l'anvers de les monedes de coure, el mateix caràcter utilitzat avui a la Xina pel yuan. No obstant això, no hi ha connexió entre aquests usos.[14]
- 1695 (Genroku 8, 11è mes): S'estableix la primera gossera per a gossos de carrer a Edo. En aquest context, Tokugawa Tsunayoshi ve a ser anomenat el "Gos Shōgun" (犬 公 方, Inu-kubō).

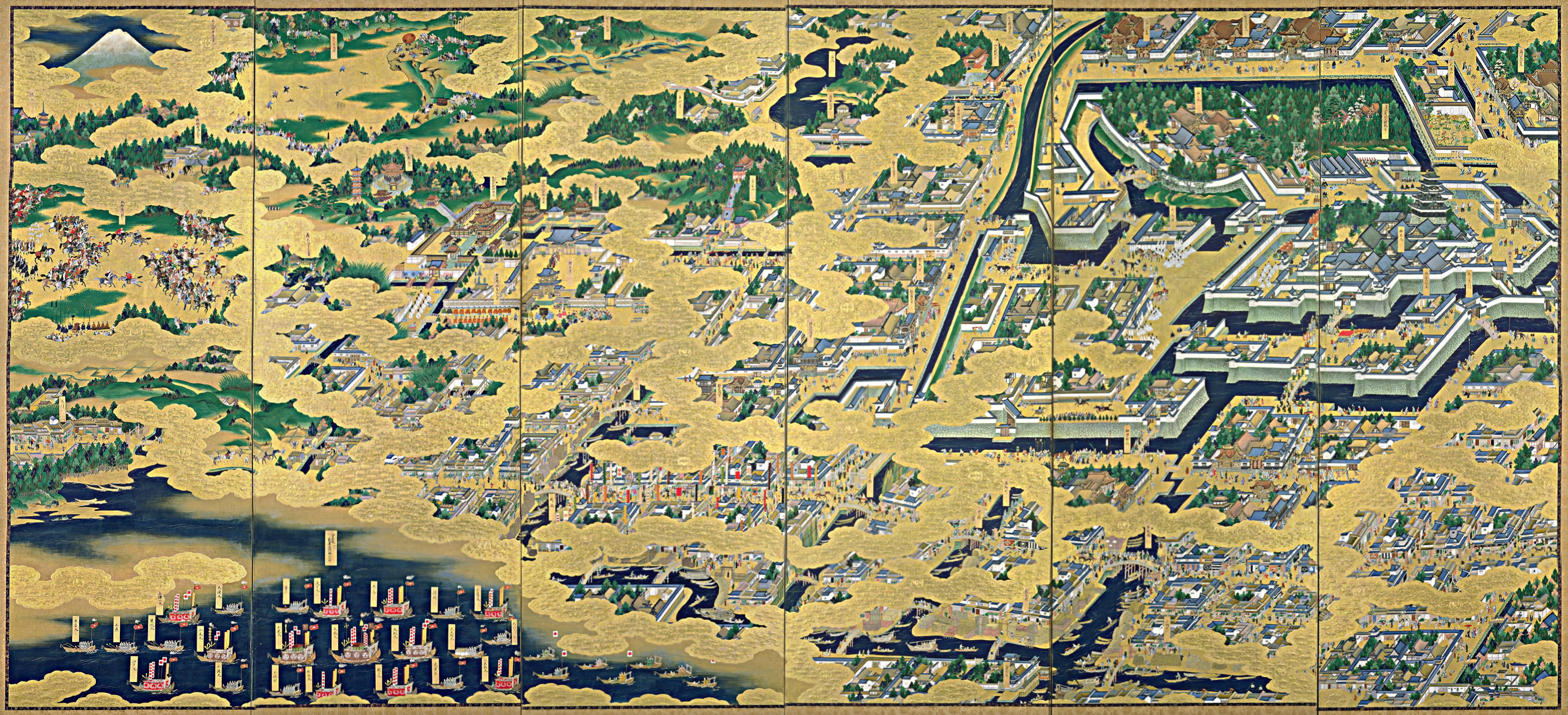
Pintura de la ciutat d'Edo, segle XVII. Aquí succeirien una gran varietat d'incendis i terratrèmols durant el regnat d'Higashiyama

- 1697 (Genroku 10): El quart mapa oficial del Japó es va realitzar en aquest any, però es va considerar que era inferior a l'anterior, que havia estat ordenat el 1605 (Shōhō 1) i completat el 1639 (Kan'ei 16). Aquest mapa de Genroku va ser corregit el 1719 (Kyōhō 4) pel matemàtic Tatebe Katahiro (1644-1739), utilitzant pics d'alta muntanya com a punts de referència, i va ser dibuixat a una escala d'1:21'600.[15]Pintura de la ciutat d'Edo, segle XVII. Aquí succeirien una gran varietat d'incendis i terratrèmols durant el regnat d'Higashiyama1697 (Genroku 10): Gran incendi a Edo.[9]
- 1697 (Genroku 11): Un altre gran incendi a Edo. Es construeix una nova sala dins del recinte del temple Edo de Kan'ei-ji (que també es coneix com a o "Hiei-sant de l'est" després del temple principal de la secta budista Tendai), és a dir, després del temple d'Enryaku-ji a la Muntanya Hiei prop d'Heian-kyō.
- 1703 (Genroku 15, dia 14 del mes 12è): Quan va ocórrer l'Incident d'Akō, en el qual una banda de quaranta-set samuráis va venjar la mort del seu mestre Asano Naganori, a causa del vessament de sang, l'emperador Higashiyama gairebé va retirar la voluntat imperial.
- 1703 (Genroku 16, 5è mes): Primera actuació de l'obra de Chikamatsu Monzaemon, a Sonezaki.
- 1703 (Genroku 16, dia 28 del mes 11è): El gran terratrèmol de Genroku va sacsejar Edo i parts del castell del shōgun van col·lapsar. L'endemà, un gran incendi es va estendre per tota la ciutat. Parts de la costa de Honshū van ser assotades per un tsunami, i 200 000 persones van morir o van resultar ferides.[16]

- 28 d'octubre del 1707 (Hōei 4, dia 14 del 10è mes): Terratrèmol del 1707 Hōei. La ciutat d'Osaka sofreix enormement a causa d'un terratrèmol molt violent.

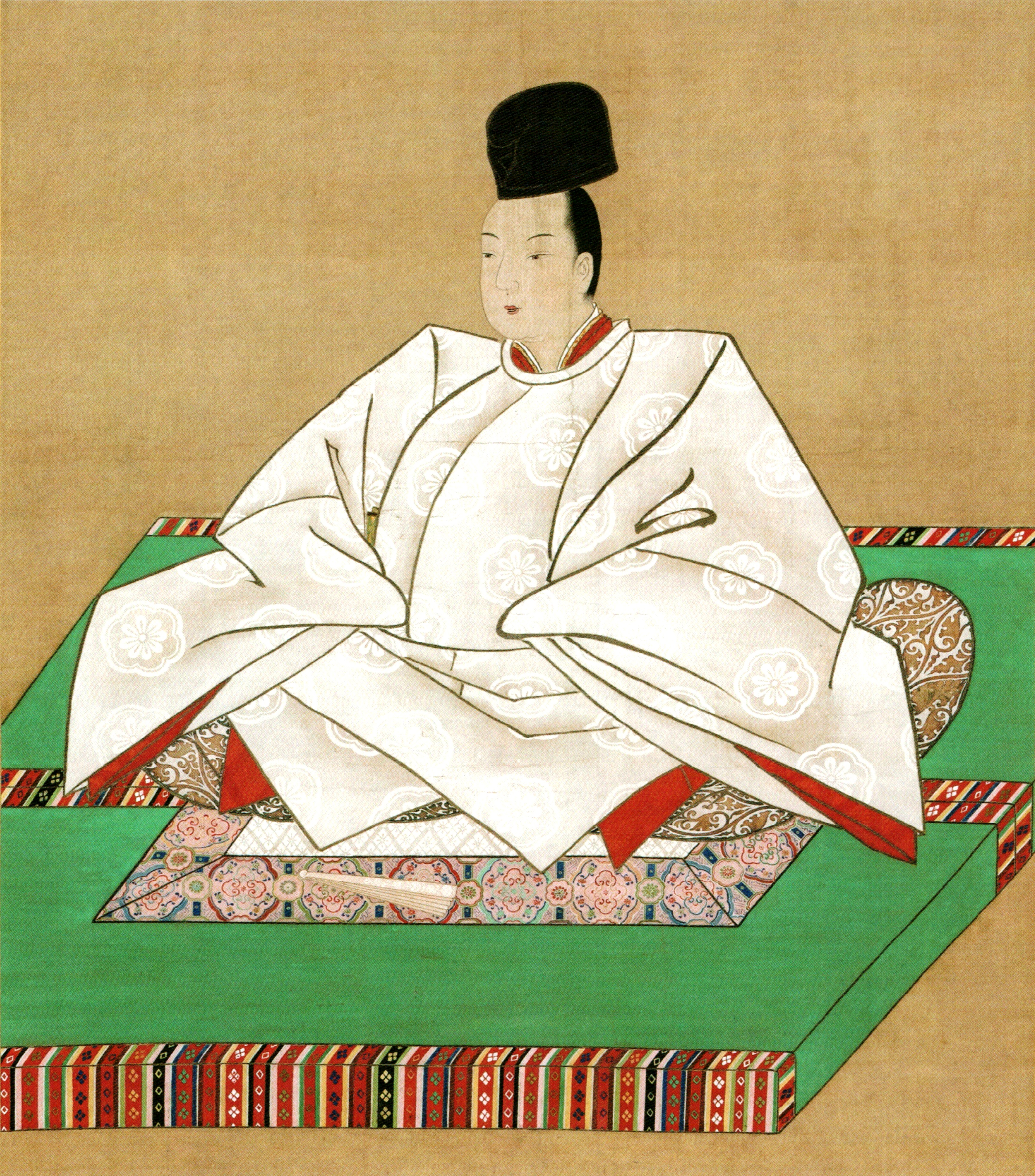
Emperador Nakamikado, successor d'Higashiyama

- 15 de novembre del 1707 (Hōei 4, dia 22 del 10è mes): Una erupció del mont Fuji allibera cendres que cauen com a pluja a les províncies d'Izu, Kai, Sagami i Musashi.[17]

- 1708 (Hōei 5): el shôgunat introdueix noves monedes de coure en circulació; i cada moneda està marcada amb el nom Hōei nengō (Hōei Tsubo).[18]
- 1708 (Hōei 5, 8è dia del 3r mes): Va haver-hi un gran incendi a Heian-kyō.
- 1708 (Hōei 5, 8è mes): El missioner italià Giovanni Sidotti arriba a Yakushima, on va ser arrestat immediatament.
- 1709 (Hōei 6): El Shōgun Tsunayoshi nomena comissió per reparar i restaurar mausoleus imperials.[19]
- 1709 (Hōei 6, 4t mes): Tokugawa Ienobu, el nebot de Tsunayoshi, es converteix en el sisè shōgun del Shôgunat Tokugawa.[18]

## Abdicació i mort
El 27 de juliol del 1709, l'emperador Higashiyama abdica del seu poder i ho passa al seu fill, el príncep hereu, l'emperador Nakamikado. L'any següent, el 16 de gener del 1710, Higashiyama mor a causa de la verola.
Higashiyama es troba entre els consagrats al mausoleu imperial Tsuki no wa no misasagi, a Sennyū-ji a Higashiyama-ku, Kyoto. També estan consagrats en aquest lloc els predecessors imperials immediats d'aquest emperador des de l'emperador Go-Mizunoo: Meishō, Go-Kōmyō, Go-Sai i Reigen. Els successors imperials immediats d'Higashiyama, inclosos Nakamikado, Sakuramachi, Momozono, Go-Sakuramachi i Go-Momozono, també estan consagrats aquí.

## Eres de regnat
Els anys del regnat d'Higashiyama s'identifiquen més específicament per més d'un nom d'era o nengō.
- Jōkyō (1684–1688)
- Genroku (1688–1704)
- Hōei (1704–1711)

## Genealogia
Va ser el cinquè fill de Reigen Tennō. Va tenir almenys deu fills:
- Emperadriu: Princesa Yukiko (幸子女王), Emperadriu Dowager SyōSyū (承秋門院), filla d'Arisugawa-no-miya Yukihito 
  - Primera filla: Princesa Imperial Akiko (秋子内親王)
- Kushige Yoshiko (櫛笥賀子) 
  - Primer fill: Ichi-no-miya (一宮)
  - Segon fill: Ni-no-miya (二宮)
  - Quart fill: Kotobuki-no-miya (寿宮)
  - Cinquè fill: Príncep Imperial Yasuhito (慶仁親王) (Emperador Nakamikado)
  - Sisè fill: Príncep Imperial Kan'in-no-miya Naohito (閑院宮直仁親王)- Primer Kan'in-no-miya
- Serventa (?): Filla de Takatsuji (Sugawara) Nagakazu (高辻（菅原）長豊) 
  - Tercer fill: Príncep Kōkan (公寛法親王) (sacerdot budista)
  - Tercera filla: Kōmyōjyō'in-no-miya (光明定院宮)
  - Quarta filla: Princesa Syōsyuku (聖祝女王)